# Gloria Siebert
Gloria Siebert, född den 13 januari 1964 i Ortland som Gloria Kovarik, är en tysk före detta friidrottare som tävlade i häcklöpning för Östtyskland.
Sieberts främsta meriter är tre silvermedaljer. Vid Olympiska sommarspelen 1988 blev hon silvermedaljör bakom Bulgariens Jordanka Donkova. Hon blev vidare silvermedaljör vid VM 1987 då slagen av Bulgariens Ginka Zagortseva. Slutligen blev hon silvermedaljör vid EM 1990 denna gång bakom Frankrikes Monique Ewanje-Epée. 
Hon deltog även vid VM 1991 men blev då utslagen i försöken.

## Personliga rekord
- 60 meter häck - 7,76 från 1988
- 100 meter häck - 12,44 från 1987